# ولف مسینگ
ولف گریگورویچ مسینگ (به روسی: Во́льф Григо́рьевич (Ге́ршикович) Ме́ссинг) (به لهستانی: Wolf Grigorevich Messing) (زاده ۱۰ سپتامر ۱۸۹۹ در گورا کاولریا — درگذشته ۸ نوامبر ۱۹۷۴ در مسکو)
روان بین، تله پات و ذهن خوان خود خوانده روسی بود که گفته شده در سال ۱۹۳۷ شکست هیتلر در حمله به شوروی را پیش‌بینی کرده بود.
ادعا شده او می‌توانست أشیا گم شده را پیدا کند. همچنین ادعا شده او در چند مورد، توانسته بود سرنوشت یک انسان را تنها با نگاه کردن به عکسی از او پیش‌بینی کند.

## سال‌های آغازین زندگی

### کودکی
مسینگ در سال ۱۸۹۹ در خانواده‌ای یهودی و بسیار فقیر در شهر کوچک گوراکاولریا در نزدیکی ورشو چشم به جهان گشود. این منطقه در آن زمان هنوز بخشی از روسیه به‌شمار می‌آمد.
در شش سالگی، مسینگ به مدرسه‌ای مذهبی فرستاده شد. در آنجا کم‌کم به توانایی عجیب خود در حفظ کردن بدون اشتباه متون مختلف پی برد. بعدها، او وارد دانشگاه یشیوا شد، اما پس از دو سال از آنجا فرار کرد. او سوار اولین قطار مسافربری شده و زیر یکی از صندلی‌ها پنهان شد و کمی بعد به خواب عمیقی فرو رفت. زمانی که مأمور قطار بلیت خواست، برگه کاغذی را از زمین برداشته به مأمور داد. او به چشمان مأمور خیره شده و توانست بدون هیچ مشکلی به برلین رسید.

### نوجوانی
مسینگ کمک هزینه مختصری بابت نوکری دریافت می‌کرد و یک بار هم از شدت گرسنگی در خیابان از هوش رفت و به تصور اینکه مرده است او را به سردخانه بردند. در آنجا دوباره با کمک روانپزشک و عصب‌شناس مشهور، دکتر ایبل به حیات بازگشت. او که برای اولین بار به قدرت‌های خارق العاده ذهن او و توانایی اش در کنترل بدن خود پی برد. ایبل بلافاصله شروع به انجام آزمایش‌هایی روی قدرت ذهن خوانی ولف کرد.
مسینگ می‌توانست آگاهانه وارد حالت کاتالپتیک (وضعیتی خلسه مانند یا غیرواکنشی) شود. او بعدها متوجه شد که می‌تواند در این وضعیت، آینده را پیش‌بینی کند. پس از آن او در سیرک «برلین پانوپتیکوم» و چند جای دیگر مشغول به کار شد.
پروفسور ایبل نیز از نتیجه آزمایش‌ها بسیار شگفت زده بود. در این آزمایش‌ها مسینگ تمام فرمان‌های ذهنی را بلافاصله درک و بادقت اجرا می‌کرد. او به بازارهای مختلف در برلین می‌رفت تا روی دستفروش‌ها، قدرت‌هایش را تمرین کند.
ایبل همچنین به وولف نوجوان آموخت که حس درد فیزیکی را در خود خاموش کند. او هر روز فقیرتر می‌شد و مجبور بود برای خانواده مستمند خود نیز کمک هزینه بفرستد. به همین دلیل دست به کار جدیدی زد و در برنامه‌های خود اجازه می‌داد مردم میخ‌هایی را درون سینه یا گردنش فرو کنند.

## شهرت جهانی

### ملاقات با اینشتین و فروید
مسینگ در ۱۶ سالگی اولین تور خود را در شهر وین برگزار کرد، اما سیرک‌ها علاقه‌ای به برنامه‌های او نداشتند. او برنامه‌هایی با آزمایش‌های روانشناسی طراحی کرد. در طول این آزمایش‌ها، او دستورهایی را که به صورت ذهنی برایش فرستاده می‌شد، انجام می‌داد. همین طور به کارهایی مانند بازگو کردن زندگینامه افرادی که برای اولین بار می‌دید، یا پیدا کردن اجسامی که توسط حضار در سالن پنهان شده بود، می‌پرداخت. شهرتش هر روز بیشتر و بیشتر می‌شد تا اینکه آوازه او به آلبرت اینشتین رسید.
او مسینگ و زیگموند فروید را به منزل خود دعوت کرد. فروید بلافاصله سعی کرد او را امتحان کند. او به ولف فرمان ذهنی داد که به دستشویی رفته از پشت آینه یک موکت برداشته به اتاق برگردد. در پایان این ملاقات نیز اینشتین به مسینگ گفت در صورت نیاز از هیچ کمکی به او دریغ نخواهد کرد.
مسینگ دیگر هرگز انیشتین را ندید، اما از فروید، هنر تمرکز و خود هیپنوتیزم را فراگرفت. بعدها افراد مشهور دیگری مانند گاندی (۱۹۲۷) را ملاقات کرد. در سال ۱۹۱۷، مسینگ توری جهانی را آغاز کرد. روزهای موفقیت او در سیرک‌ها رو به افول بود. در سال ۱۹۲۱ به لهستان که دیگر یک کشور آزاد بود، بازگشت و مدتی به خدمت در ارتش مشغول شد. پس از آن دوباره به سفر به دور دنیا پرداخت. در این سفر، مدیومی مشهور او را همراهی می‌کرد. او همیشه تلاش می‌کرد با خواندن ذهن کلاهبردارها، دست آن‌ها را رو کند. در این مدت، او در چند پرونده جنایی به پلیس کمک کرده و چند بار اشیای گم شده را پیدا کرده بود.

### پیش‌بینی شکست هیتلر در حمله به شوروی
در سال ۱۹۳۷، او در حین اجرای برنامه در یکی از تئاترهای ورشو، این‌طور پیش‌بینی کرد که اگر آلمانی‌ها به شوروی حمله کنند، شکست شان در جنگ حتمی خواهد بود. هیتلر به شدت به این پیش‌بینی حمله کرد و برای سر او ۲۰۰هزار رایش مارک جایزه گذاشت.
اینکه هدف هیتلر از دستگیری مسینگ، کشتن او یا استفاده از قابلیت‌هایش بوده، کاملاً مشخص نیست. البته روان بین‌های مشهور دیگری مثل هانوسن که از مشاوران بسیار نزدیک شخص هیتلر بودند، در درگیری‌های بازی قدرت کشته شده بودند. در هر صورت، مسینگ مجبور بود برای مدتی طولانی از دست آلمان‌ها فراری باشد.
بعد از سال ۱۹۳۹، ورشو تحت اشغال نازی‌ها، پر از اطلاعیه‌هایی شد که نشان می‌داد نازی‌ها برای دستگیری او جایزه تعیین کرده بودند. یک بار او با بی احتیاطی کامل، از محل زندگی اش بیرون آمد که منجر به دستگیری و ضرب و شتم شدید وی شد. در مرکز پلیس، او تمام قدرتش را جمع کرد و به نگهبان‌ها دستوری ذهنی داد تا به سلول او بروند. بعد از سلول بیرون آمد، آن‌ها را درون همان سلول زندانی کرد و بعد از ساختمان بیرون رفت. مسینگ از طریق شبکه فاضلاب از ورشو فرار کرد. بعد هم در زیر کاه‌های یک گاری پنهان شده و به همین طریق به شوروی رفت. او در نوامبر سال ۱۹۳۹ از رودخانه باگ گذر کرد.

### ملاقات با استالین
او به مقامات روس، برگه جایزه‌ای که نازی‌ها برایش گذاشته بودند را داد و پناهنده آن کشور شد. او به عنوان یک یهودی فقیر و پناهجو در پیدا کردن شغل، شانس زیادی نداشت. البته از این جهت خوش شانس بود که به کمپ‌های کار اجباری فرستاده نشد زیرا «پانتلیمون پونومارنکو»، رهبر کمونیست‌های جمهوری سوسیالیستی بلاروس شوروی هوایش را داشت و به او اجازه داده بود تا به اجرای برنامه بپردازد. بعد از مدت کوتاهی، پلیس مخفی اِن.کا.و.د در خلال یکی از برنامه‌هایش او را دستگیر کرد و به مسکو فرستاد تا با استالین ملاقات کند.
استالین بسیار به او علاقه‌مند شده بود. مسینگ، توانایی‌های پارانرمال را امکان‌پذیر می‌دانست. استالین از او خواست تا برای اثبات ادعاهایش، تنها با تکیه به قدرت‌های ذهنی اش به یک بانک دستبرد بزند. مسینگ نیز با همراهی گروهی از مأموران به بانک مرکزی مسکو رفت، اما به تنهایی وارد آن شد سپس به سمت کارمند صندوق رفته و در حالی که فرمانی ذهنی برای او می‌فرستاد، کاغذ سفیدی را به دستش داد. کارمند هم از گاوصندوق، مبلغ ۱۰۰ هزار روبل برداشت و در کیف دستی مسینگ گذاشت. مسینگ با مبلغ مورد نظرش، بانک را ترک کرد.
استالین قانع شده بود. شهرت و محبوبیت بلافاصله به سراغ مسینگ آمد. او یک شبه تبدیل به یک فوق ستاره شد. شهرت او ناگهان پول زیادی را نیز عاید دولت کرد. استالین و لاورنتی بریا (رئیس پلیس مخفی وقت) تصمیم گرفتند تا توانایی او را بار دیگر بیازمایند. بنابراین از او خواستند تا بدون اینکه مشکلی برایش به وجود بیاید، کاخ کرملین را ترک کند. او نیز اطاعت امر کرده بدون اینکه کسی جلویش را بگیرد، از آنجا بیرون رفت. تنها منشی استالین به دنبال او روان شد. او زمانی که به خیابان رسید، برایش دست تکان داد. تمامی نگهبان‌ها هم قسم می‌خوردند کسی که از کاخ بیرون رفت، شخص استالین بوده‌است.
مسینگ در بسیاری موارد، هم به استالین و هم به رئیس پلیس مخفی مشاوره‌هایی داده بود.

## تأثیر در جنگ
مسینگ از سال ۱۹۴۳ تا پایان جنگ هیچ برنامه‌ای اجرا نکرد. دلیل این امر، ظاهراً فرستادن او برای مأموریتی در سیبری بوده‌است. گفته می‌شود او مسئول گروهی برای کسب خبر و جاسوسی بوده‌است. این دوره از زندگی مسینگ کاملاً در پرده‌ای از ابهام فرو رفته زیرا در یادداشت‌های شخصی اش هیچ اشاره‌ای به اتفاقات این دوره نکرده‌است.
کمی پیش از اینکه نازی‌ها به شوروی حمله کنند، مسینگ به جلسه‌ای دعوت شد تا با فرماندهان ارتش سرخ جلسه‌ای داشته باشد. او پیش‌بینی کرد که جنگ عظیمی با آلمان در پیش است، اما بین سوم تا پنجم ماه می سال ۱۹۴۵ با پیروزی قوای شوروی به پایان خواهد رسید. این پیش‌بینی به اطلاع استالین رسید و او به همین دلیل زمانی که جنگ پایان یافت، تلگرامی تبریک‌آمیز برای مسینگ فرستاد. مسینگ تا سال‌ها این تلگرام را نزد خود نگه داشته بود.
مسینگ از بودجه شخصی اش، هزینه ساخت دو فروند هواپیمای نظامی را پرداخت. او از طرق دیگری نیز به کشور جدیدش کمک کرده بود.
برنامه‌ای که به تازگی توسط تلویزیون روسی تهیه شده بود، ادعا می‌کرد که مسینگ حدود ۲۰ ساعت پیش از مرگ استالین با او ملاقاتی داشته و به او گفته بود که به زودی خواهد مرد. دلیل او برای ملاقات، پادرمیانی برای پزشکانی بود که به تازگی دستگیر شده بودند. آن‌ها پزشکانی یهودی بودند که ظاهراً توطئه کرده بودند تا هم‌زمان بسیاری از مقامات رده بالای دولت از جمله فرمانده کل را مسموم کرده و بکشند. عده‌ای نیز بر این باور بودند که کل ماجرا حربه‌ای بوده که توسط استالین برنامه‌ریزی شده تا بهانه‌ای برای جنگی دوباره با دنیای غرب باشد. به هر حال، استالین مسینگ را تهدید کرده بود که اگر دست از دخالت در این ماجرا برندارد، به کمپ گولاگ فرستاده خواهد شد. پس از مرگ استالین، بازماندگانش توطئه را به گردن بریا انداخته و او را اعدام کردند.
برخی نیز بر این نکته تأکید می‌کنند که مرگ استالین در مارس سال ۱۹۵۳، مصادف با عید پوریم یهودیان بوده تا شاید به نوعی این واقعه را به مسینگ ارتباط دهند اما او قاتل نبود و نقشی هم در بازی‌های قدرت در شوروی نداشت. البته بلافاصله بعد از پخش این برنامه تلویزیونی، برنامه دیگری روی آنتن رفت که می‌گفت هرگز چنین ملاقاتی صورت نگرفته‌است. ظاهراً کسی در روسیه می‌خواست مرگ استالین را به گردن مسینگ بیندازد، اما به نظر می‌رسد افراد دیگری نیز وجود داشتند که می‌خواستند از او دفاع کنند.

## برنامه‌ها و نمایش‌ها
در طول جنگ، تله پات شهیر در واحدهای نظامی روسی، بیمارستان‌های ارتش و پایگاه‌های دفاعی برنامه‌های زیادی را اجرا می‌کرد.
نمایش‌های او در مورد ویژگی‌های رازآلود مغز و روان انسان به مذاق کمونیست‌هایی که دیدگاهی مادی گرایانه داشتند، خوش نمی‌آمد. پیش از اجراهای دهه ۱۹۵۰، اعلامیه‌ای توسط انستیتو فلسفه آکادمی علوم شوروی منتشر شد که بر اساس آنها، برنامه‌های مسینگ در حقیقت ریشه در توانایی او در خواندن رفتارها و عکس العمل‌های غیرارادی انسان‌ها داشته‌است. در نظر آنها، چیزی به نام تله پاتی وجود نداشته زیرا در مارکسیسم-لنینیسم صحبتی در مورد آن به میان نیامده بود. به همین جهت، یک فکر نمی‌توانست خارج از محدوده مغز وجود داشته باشد. در نتیجه کارهای مسینگ هیچ ارتباطی با تله پاتی نداشتند. این طرز تفکر ایدئولوژی رایج آن زمان بود.
مسینگ معمولاً تمایلی به اجرای برنامه در شهرهای بزرگ نداشت زیرا از جلب توجه بیش از حد رهبران کمونیست واهمه داشت. اما مردم روسیه او را بسیار دوست داشتند و در هیچ‌کدام از برنامه‌های او، یک صندلی هم خالی نمی‌ماند.

## توانایی غیرعادی مسینگ
یک بار در اواخر دهه ۱۹۴۰، زمانی که در کیف برنامه داشت، بازداشت و به مسکو برده شد زیرا «نیکولای بولگانین» از مقامات ارشد وقت از استالین دستور داشت یک چمدان پر از مدارک فوق سری را که گم شده بود، پیدا کند.
مسینگ به دفتر فردی برده شد که چمدان را گم کرده بود. او روی این مسئله تمرکز کرد و در درون بینی خود، کناره شیبدار یک رودخانه، یک کلیسای کوچک و پلی را روی رودخانه دید. او لکه‌ای سیاه نیز که چمدان بود، زیر پل مشاهده کرد.
در مرحله بعد، با چند جغرافیدان صحبت کرده و آنچه را که دیده بود برای آنان توضیح داد. آنان نیز دو نقطه را در اطراف مسکو با این مشخصات تشخیص دادند. لحظاتی بعد دو کامیون پر از نظامیان به مناطق مورد نظر اعزام شده و بعد از چند ساعت، محتویات باارزش چمدان روی میز مقامات شوروی بود.
ولف مسینگ به وجود میدانی خاص باور داشت که به نظر او، منشاء توانایی غیرعادی اش در تله پاتی بود. او حس می‌کرد که باید آن را کشف کرده و مورد مطالعه علمی قرار داد. به نظر او، این چیزی بود که می‌توانست امکانات شگفت انگیزی را برای بشریت به ارمغان بیاورد. او همچنین بسیار به هیپنوتیزم علاقه داشت و همیشه به یادداشت که در اولین روزهای فعالیتش در لهستان، از هیپنوتیزم برای درمان موارد بسیار وخیم بیماران روانی استفاده کرده بود.
او در چند مورد، توانسته بود سرنوشت یک انسان را تنها با نگاه کردن به عکسی از او پیش‌بینی کند. او می‌توانست در شرایطی که تحت فشار بود، آینده را با دقتی بالا پیش‌بینی کند. او در یادداشت‌هایش مشخصاً نوشته بود که پیش‌بینی و روشن بینی در حقیقت وجود دارد. ما امروزه نمی‌توانیم چنین پدیده‌هایی را توضیح دهیم زیرا هنوز شناخت کاملی از ساختار زمان و رابطه آگاهی انسان با این ساختارها نداریم.

## مرگ
این تله پات مشهور تا سال ۱۹۷۴ به فعالیت‌های خود ادامه داد.
وولف گریگورویچ مسینگ در همان زمان از دنیا رفت. او را در کنار همسرش در گورستان ووستریاکووسکی در مسکو به خاک سپردند. KGB نیز بلافاصله بعد از مرگش تمام یادداشت‌های شخصی او را ضبط کرد که این مدارک همچنان محرمانه باقی مانده‌اند.